# Cyamiomactra chilensis
Cyamiomactra chilensis is een tweekleppigensoort uit de familie van de Cyamiidae. De wetenschappelijke naam van de soort is voor het eerst geldig gepubliceerd in 1968 door Ramorino.